# Mennica w Królewcu
Mennica w Królewcu – mennica:
- krzyżacka, w której bito:
  - brakteaty guziczkowe,
  - szelągi za rządów:
    - Ludwika von Erlichshausena (1450–1467),
    - Henryka Reussa von Plauena (1469–1470),
    - Henryka Reffle von Richtenberga (1470–1477),
    - Marcina Truchsessa von Wetzhausena (1477–1489),

  - za rządów Jana von Tiefena (1489–1497) – szelągi i grosze,
  - za rządów Fryderyka Wettyna (1498–1510) – grosze szerokie i grosze,
  - za rządów Albrechta Hohenzollerna (1511–1525):
    - grosze,
    - ćwierćtalary,
    - półtalary,
    - talary,
    - dukaty,
- lenna książęca, w której bito za rządów:
  - Albrechta Hohenzollerna:
    - denary (bez daty, 1558–1560, 1563),
    - szelągi (1529–1531, 1550–1554, 1556–1560),
    - grosze (1529–1535, 1537–1548, 1550–1551, 1558),
    - trojaki (1530–1531, 1533–1535, 1537–1546, 1550, 1558),
    - szóstaki (1534–1535),

  - Albrechta Fryderyka – denary (1570–1572),
  - Jerzego Fryderyka:
    - trzeciaki (1586, 1588, 1593–1596),
    - szelągi (1586, 1591, 1593–1596),
    - grosze (1586–1587, 1589, 1594–1597),
    - trojaki (1586, 1588–1590),
    - talary (1586, 1598),
    - dukaty (1586–1590, 1595–1597),

  - Jerzego Wilhelma:
    - szelągi (1623–1630, 1633),
    - grosze (1625),
    - półtoraki (1621–1628, 1633),
    - orty (1621–1626),
    - półtalary (1628, 1634–1636, 1638),
    - talary (1620, 1627–1639),
    - dwutalary (1623, 1631–1631, 1640),
    - dukaty (1635, 1637–1640);

  - Fryderyka Wilhelma:
    - szelągi (bez daty, 1653–1655, 1657),
    - orty (1651–1652, 1656),
    - talary (1641–1642, 1652),
    - dukaty (1641, 1643, 1646, 1651),
    - dwudukaty (1651–1653).
- książęca później królewska pruska, (po 1657 r. po ustaniu zależności lennej od Korony) – monety pruskie na wzór i według stopy menniczej zbliżonej do standardów Rzeczypospolitej.